# ウォール・オブ・グラス
「ウォール・オブ・グラス」（Wall of Glass）は、イギリスのシンガーソングライター・リアム・ギャラガーの楽曲である。2017年6月1日にギャラガー初のソロシングルとしてワーナー・レコードから発売され、同年10月6日に発売された初のソロアルバム「アズ・ユー・ワー」に収録された。
また、シングル発売と同時にアルバム「アズ・ユー・ワー」の発売も告知された。

## 解説
ギャラガーにとって、ビーディ・アイ解散後初となる楽曲。
ギャラガーがオアシス解散後に結成したビーディ・アイは、リリースしたアルバム2作がいずれも大きな成功を収めることが出来ず、2014年にあえなく解散。その後、長い沈黙が続き、引退説も囁かれるほどだったが、2016年7月にTwitterで活動再開を発表。翌年6月には、本作の発売とミュージック・ビデオの公開と共に本格的にソロ・デビューを果たした。本来、6月2日に発売される予定だったが、1日前倒しになった。
歌詞に「One Direction」とあるが、ギャラガー本人は、同名ボーイ・バンドを直接指しているわけではないと言っており、「ワン・ダイレクションを指しているかもしれないし、そうじゃないかもしれない。」とNMEのインタビューで答えている。
UKシングルチャートでは、2017年6月2日付で最高21位を記録した。これは、2022年に「エヴリシングス・エレクトリック」が最高18位に達するまでは、リアムにとって英国で最高のチャートシングルであった。

## ライブ演奏
本作は、発売されてからほとんどのコンサート、ツアーで披露されており、『MTV Unplugged』『Down by the River Thames』『Knebworth 22』といったライブ・アルバムにも収録されている。テレビ番組では、英国の音楽番組『Later... with Jools Holland』でも披露されている。

## ミュージック・ビデオ
2017年6月1日にYouTubeやiTunesでミュージック・ビデオが公開された。監督は、フランソワ・ルッセレ。
ビデオ内では、鏡やガラスが多く使われており、リアムは、鏡やガラスに向かって「ウォール・オブ・グラス」を歌っている。また、ガラスが割れるシーンもところどころ存在する。このミュージック・ビデオについてリアムは、ピッチフォークのインタビューで「ジェームズ・ボンドとブルース・リーの映画に影響を受けている」と語っている。また、YouTubeには、この曲のミュージック・ビデオのメイキング映像も公開されている。
コンサートのSE映像でミュージック・ビデオが使用されることがある他、2024年2月3日に公開されたシングル「Mars to Liverpool」のミュージック・ビデオでも使用されている。

## チャート成績
| Chart (2017)        | Peak Position |
| ------------------- | ------------- |
| フランス (SNEP)     | 44            |
| アイルランド (IRMA) | 82            |
| スコットランド(OCC) | 5             |
| UK シングルス (OCC) | 21            |